# Peramodon
Peramodon is een geslacht van uitgestorven dicynodonte therapsiden uit de Scutosaurus karpinskii-zone uit het Laat-Perm van de Salarevo-formatie in Rusland. 
De combinatio nova Peramodon amalitzkii werd eerst benoemd in 1926 als Dicynodon amalitzkii, wat dus de typesoort is. De soortaanduiding eert de Russisch/Poolse paleontoloog Wladimir Prochorowitsj Amalitski.
Het geslacht werd in 2011 door Christian Kammerer e.a. benoemd. De geslachtsnaam is een combinatie van het Wepsisch perama, 'afgelegen land', en het Grieks odoon, 'tand'. Van perama is ook Perm afgeleid.
Het holotype PIN 2005/38, een schedel, is gevonden bij Sokolki.